# Shaiva Siddhanta
L'école Shaiva Siddhanta (sanskrit IAST : Śaivasiddhānta, « Conclusion établie shivaïte » ) désigne un courant du shivaïsme du sud de l'Inde systématisé au XIIIe siècle par Meykandar (en).

## Histoire
Les sources sacrées de cette école sont les agamas et les purana shivaïstes ; les précurseurs directs sont constitués par un groupe de 63 saints de langue tamoule, les Nayanar, qui remontent au VIe siècle. Auteurs d'hymnes dédiés à Shiva, ils comportent plusieurs théologiens :
- Tirumular (VIe siècle ?), auteur du Tirumandiram.
- Appar (VIIe siècle).
- Sambandar (VIIe siècle).
- Manikkavacagar (VIIe siècle), auteur du Tiruvacayam et du Tirukkoveiyar.
- Sundar (IXe siècle), auteur d'hymnes réunis dans le Tevaram.

Plus tard, leurs idées ont été systématisées en langue tamoule par : 
- Meykandar (en) ou Meykandadevar (XIIIe siècle), auteur du Śiva Jñāna Bodham. Ce texte, auquel il faut ajouter le Shaiva Siddhanta Shastra forme, avec d'autres, un ensemble de 14 traités fondamentaux de l'école.

Ses principaux maîtres se nomment :
- Arunandi, élève de Meykandadevar, auteur du Shivana Nacittiyar.
- Umabadi, élève d'un élève d'Arunandi.
- Nilakantha, auteur d'un commentaire sur les Brahma Sutras.
- Shivagra Yogin (XVIe siècle), auteur du Shivana Ripiragacam.
- Appaya Diksita, auteur du Shivarkamanidipika.

## Doctrine
Elle est autant basée sur un dualisme (l'âme individuelle reste différente de Shiva) que sur le Non-dualisme (Advaita Vedanta) : 

« Dans le Shiva-siddhânta, la position adoptée est la même que celle du Vedânta, c'est pourquoi on l'appelle « Pur Non-dualisme » (Shuddhâdvaita). L'égalité à Shiva est atteinte par l'identification du pur âtman à la Shivaïté en soi-même. Le pur Non-dualisme, professant la parfaite identification de l'âme et de Shiva est (...) bien connue des Âgama comme le Kâmika, et révélée par la bouche même de Shiva. »

— Le joyau du yoga shivaïte, Shiva-yoga-ratna de Jnânaprakâsha .
L'initiation et les rituels quotidiens étant de rigueur afin d'atteindre la libération. Néanmoins, « deux opinions coexistent toujours : l'âme peut atteindre à une parfaite identité à Shiva, ou elle ne le peut plus et ne peut opérer qu'un retour partiel à la divinité »
L'école utilise trois principes : le « maître » ou « berger » (pati), qui est Dieu ; le « bétail » (paśu), qui est l'homme ; et le « lien » (pāśa), qui tient l'homme dans la dépendance et la transmigration.

### Le Brahman
Pour ce courant, le Brahman participe à la Grâce, le Salut de l'âme ne pouvant se réaliser par le seul effort de l'individu (ce qui distingue l'hindouisme du bouddhisme et du jaïnisme, où le seul effort de l'individu permet d'atteindre le Nirvana) ; ce principe de Grâce divine, accordant la délivrance des réincarnations, est explicité en ces termes :

« Par sa nature, l'œil a la capacité de voir ; l'œil et la vie voient quand il y a lumière ; sinon, ils ne le peuvent pas. De la même manière, sans la Grâce de Dieu, même si la vie est un être intelligent, elle ne peut pas se libérer elle-même. »

— Thiruvarutpayan.

### Théorie des réincarnations
Naître humain est considéré comme une chance rare, qu'il faut savoir utiliser à bon escient :

« Considérant les naissances diverses [dans les différents girons d'animaux], naître en tant qu'être humain est aussi difficile que de traverser les océans en nageant ! »

— Sivagnana Sidhdhiyar.